# عروة بن الورد
عُرْوَة بْنْ اَلْوَرْدْ بْنْ زَيْدْ بْنْ عُمَرْ بْنْ عَبْدِ اَللَّهْ بْنْ نَاشِبٍ بْنْ هُرَيْمْ اَلْعَبْسِيّ ولد 520م، (توفي 15 ق.هـ/600 م)، شاعر من عبس من شعراء الجاهلية وفارس من فرسانها وصعلوك من صعاليكها المعدودين المقدمين الأجواد. كان يسرق ليطعم الفقراء ويحسن إليهم. وكان يلقب عروة الصعاليك لجمعه إياهم وقيامه بأمرهم إذا أخفقوا في غزواتهم ولم يكن لهم معاش ولا مغزى، وقيل: بل لقب عروة الصعاليك لقوله:

| لحي الله صعلوكاً إذا جن ليلـه |  | مصافي المشاش آلفاً كل مجزر |
| يعد الغنى من دهره كـل لـيلة  |  | أصاب قراها من صديق ميسر   |
| ولله صعلوك صفيحة وجـهـه      |  | كضوء شهاب القابس المتنـور |

قال معاوية بن أبي سفيان: «لو كان لعروة بن الورد ولد لأحببت أن أتزوج إليهم». وقال الحطيئة في جوابه على سؤال عمر بن الخطاب كيف كانت حروبكم؟ قال: «كنا نأتم في الحرب بشعره». قال عبد الملك بن مروان: «من قال إن حاتماً أسمح الناس فقد ظلم عروة بن الورد». وكان المنصور شديد الإستحسان لحديثه، حافظا لأخباره.
وفي الأغاني من خبره: «كان عروة بن الورد إذا أصابت الناس سني شديدة تركوا في دارهم المريض والكبير والضعيف، وكان عروة بن الورد يجمع أشباه هؤلاء من دون الناس من عشيرته في الشدة ثم يحفر لهم الأسراب ويكنف عليهم الكنف ويكسبهم، ومن قوي منهم-إما مريض يبرأ من مرضه، أو ضعيف تثوب قوته- خرج به معه فأغار، وجعل لأصحابه الباقين في ذلك نصيباً، حتى إذا أخصب الناس وألبنوا وذهبت السنة ألحق كل إنسان بأهله وقسم له نصيبه من غنيمةٍ إن كانوا غنموها، فربما أتى الإنسان منهم أهله وقد استغنى، فلذلك سُمّي عروة الصعاليك»

## نسبه
- عروة بن الورد بن زيد بن عمر بن عبد الله بن ناشب بن هريم بن لديم بن عوذ بن مالك بن غالب بن قطيعة بن عبس بن بغيض بن الريث بن غطفان بن سعد بن قيس عيلان. من أثرياء عبس وسفرائها.

## سيرته

### جوانب من شخصيته
كان عروة ذا شخصية فريدة تخطت شخصيته كشاعر وفارس، فكانت دعوته إلى الصعلكة سبيله لإقامة نوع من العدالة الاجتماعية، فلم يكن إقباله على الغزو غاية بقدر ما كان وعيا شعوريا واضحا ولده إحساس بالغبن الاجتماعي الذي تتلقاه فئات من الناس تعيش على هامش المجتمع، فكان يسوؤه أن يسكن بعض العرب قصورا من رخام وبعضهم ينام في بيوت متواضعة.
وقد امتاز عروة بأنه أضفى على الصعلكة نوعا من الاحترام والتقدير، فقد كاد يجعل منها تيارا فكريا يترجم رؤية وفلسفة خاصة في الحياة، تحلى بمكارم الأخلاق والسخاء، كما اضطلع بمسؤولية تفريج الكربات وضوائق العيش عن كل محتاج ألمت به الشدائد، وقد سارت بذكر أحاديث كرمه الركبان.

### صور من كرمه
قيل عن عروة بن الورد أن قبيلة «عبس» كان إذا أجدبت أتى أناس منهم ممن أصابهم جوع شديد، فجلسوا أمام بيت «عروة» حتى إذا أبصروه قالوا «أيا أبا الصعاليك أغثنا»، فكان يرق لهم ويخرج معهم ليحصل على ما يُشبع جوعهم ويكفيهم.. وهو يعبر بذلك عن نفس كبيرة، فهو لا يغزو للنهب والسلب كباقي شعراء الصعاليك أمثال «الشنفرى» و «تأبط شرا» وإنما يغزو ليُعين الفقراء والمستضعفين حتى أُطلق عليه «أبو الفقراء» و «أبو المساكين».
والطريف أن «عروة» لم يُغِر على كريم يبذل ماله للناس، بل كان يختار لغارته ممن عُرفوا بالبخل، ومن لا يمدون للمحتاج في قبائلهم يد العون، فلا يراعون ضعفاً ولا قرابة ولا حقاً من حقوق قومهم.. وبلغ عروة من ذلك أنه كان لا يُؤْثِر نفسه بشيء على من يرعاهم من صعاليكه، فلهم مثل حظه سواءً شاركوه في الغارات التي يشنها أو قعد بهم المرض أو الضعف، وهو بذلك يضرب مثلا رفيعاً في الرحمة والإيثار.
وقد فاق إعجاب الناس بكرمه لدرجة أن عبد الملك بن مروان كان يقول: «من زعم أن حاتما أسمح الناس فقد ظلم عروة بن الورد» 

## شاعريته
ابتعد عروة عن الصنعة وظل أقرب إلى البديهة الحاضرة والوحي السريع، وهذا ما جرد شعره من التأملات الذاتية وجاء بلغة سهلة واضحة دقيقة الألفاظ، وما تحمله حروفها من موسيقى صوتية توحي بأجواء المعاني التي تجيش في نفسه. وبرع عروة في استخدام الحوار والنقاش بالأمثلة ليدلل على أرائه، وكذلك استخدم اللوحات المتناقضة ليبرز الموقف أو المعنى العام الذي كان يريده من القصيدة مبتعدا عن التجرد بالفكرة.

### من شعره
له ديوان شعر شرحه ابن السكيت.
من أشهر قصائده قصيدة له موجودة في ديوان الأصمعيات ابتدأها بقوله:

| أقلي علي اللوم يا ابنة منذر |  | ونامي فإن لم تشتهي النوم فاسهري |

ومن شعره أيضا:

| إني امرؤٌ عانى إنائي شركة  |  | وأنت امـرؤ عانى إناؤك واحـد |
| أتهزأ مني أن سمنتَ وأن ترى |  | بجسمي شحوب الحق، والحق جاهد |
| أفرق جسمي في جسوم كـثـيرة |  | وأحسُ قراح الماء،والماء بارد |

خبر عروة مع سلمى سببته وفداء أهلها بها:
أخبرني أحمد بن عبد العزيز الجوهري قال حدثنا عمر بن شبة قال حدثني محمد بن يحيى قال حدثني عبد العزيز بن عمران الزهري عن عامر بن جابر قال: أغار عروة بن الورد على مزينة فأصاب منهم امرأة" من كنانة ناكحاً، فاستاقها ورجع وهو يقول:

| تبغ عدياً حيث حـلـت ديارهـا  |  | وأبناء عوف في القرون الأوائل |
| فإلا أنل أوساً فإني حسـبـهـا |  | بمنبطح الأدغال من ذي السلائل |

ثم أقبل سائراً حتى نزل ببني النضير، فلما رأوها أعجبتهم فسقوه الخمر، ثم استوهبوها منه فوهبها لهم، وكان لا يمس النساء، فلما أصبح وصحا ندم فقال: سقوني الخمر ثم تكنفوني
قال: وجلاها النبي صلى الله عليه وسلم مع من جلا من بني النضير.
وذكر أبو عمرو الشيباني من خبر عروة بن الورد وسلمى هذه أنه أصاب امرأة" من بني كنانة بكراً يقال لها أنها أرغب الناس فيه، وهب تقول له: لو حججت بي فأمر على أهلي وأراهم! فحج بها، فأتى مكة ثم أتى المدينة، وكان يخالط من أهل يثرب بني النضير فيقرضونه إن احتاج ويبايعهم إذا غنم، وكان قومها يخالطون بني النضير، فأتوهم وهو عندهم؛ فقالت لهم سلمى: إنه خارج بي قبل أن يخرج الشهر الحرام، فتعالوا إليه وأخبروه أنكم تستحيون أن نكون امرأة منكم معروفة النسب صحيحته سبية"، وافتدوني منه فإنه لا يرى أني أفارقه ولا أختار عليه أحداً، فأتوه فسقوه الشراب، فلما ثمل قالوا له: فادنا بصاحبتنا فإنها وسيطة النسب فينا معروفة، وإن علينا سبة" أن تكون سبية، فإذا صارت إلينا وأردت معاودتها فاخطبها إلينا فإننا ننكحك؛ فقال لهم: ذاك لكم، ولكن لي الشرط فيها أن تخيروها، فإن اختارتني انطلقت معي إلى ولدها وإن اختارتكم انطلقتم بها؛ قالوا: ذاك لك؛ قال: دعوني أله بها الليلة وأفادها غداً، فلما كان الغد جاءوه فامتنع من فدائها؛ فقالوا له: قد فاديتنا بها منذ البارحة، وشهد عليه بذلك جماعة ممن حضر، فلم يقدر على الامتناع وفاداها، فلما فادوه بها خيروها فاختارت أهلها، ثم أقبلت عليه فقالت: ياعروة أما إني أقول فيك وإن فارقتك الحق: والله ماأعلم امرأة من العرب ألقت سترها على بعل خيرٍ منك وأغض طرفاً وأقل فحشاً وأجود يداً وأحمى لحقيقة؛ وما مر علي يوم منذ كنت عندك إلا والموت فيه أحب إلي من الحياة بين قومك، لأني لم أكن أشاء أن أسمع امرأة من قومك تقول: قالت أمة عروة كذا وكذا إلا سمعته؛ ووالله لا أنظر في وجه غطفانية أبداً، فارجع راشداً إلى ولدك وأحسن إليهم. فقال عروة في ذلك: سقوني الخمر ثم كنفوني
وأولها:

| أرقت وصحبتي بمضيق عميق     |  | لبرق من تهامة مستـطـير     |
| سقى سلمى وأين ديار سلمـى   |  | إذا كانت مجاورة الـسـرير   |
| إذا حلت بأرض بني عـلـي     |  | وأهلي بـين إمـرة وكـير     |
| ذكرت منازلاً مـن أم وهـب    |  | محل الحي أسفل من نـقـير    |
| وأحدث معهد مـن أم وهـب     |  | معرسنا بدار نبي بني النضير |
| وقالوا ما تشاء فقلت ألـهـو |  | إلى الأصباح آثـر ذي أثـير  |
| بآنسة الحديث رضاب فـيهـا   |  | بعيد النوم كالعنب العـصـير |

وأخبرني علي بن سليمان الأخفش عن ثعلب عن ابن الأعرابي بهذه الحكاية كما ذكر أبو عمرو، وقال فيها: إن قومها أغلوا بها الفداء، وكان معه طلق وجبار أخوه وابن عمه، فقالا له: والله لئن قبلت ما أعطوك لا تفتقر أبداً، وأنت على النساء قادر متى شئت، وكان قد سكر فأجاب إلى فدائها، فلما صحا ندم فشهدوا عليه بالفداء فلم يقدر على الامتناع. وجاءت سلمى تثني عليه فقالت: والله إنك ما علمت لضحوك مقبلاً كسوب مدبراً خفيف على متن الفرس ثقيل على العدو طويل العماد كثير الرماد راضي الأهل والجانب، فاستوص ببنيك خيراً، ثم فارقته. فتزوجها رجل من بني عمها، فقال لها يوماً من الأيام: يا سلمى، أثني علي كما أثنيت على عروة -وقد كان قولها فيه شهر-فقالت له: لا تكلفني ذلك فإني إن قلت الحق غضبت ولا واللات والعزى لا أكذب؛ فقال: عزمت عليك لتأتيني في مجلس قومي فلتثنين علي بما تعلمين، وخرج فجلس في ندي القوم، وأقبلت فرماها القوم والله إن شملتك لالتحاف، وإن شربك لاستفاف، وإنك لتنام ليلة تخاف، وتشبع ليلة تضاف، وما ترضي الأهل ولا الجانب، ثم انصرفت. فلامه قومه وقالوا: ما كان أغناك عن هذا القول منها.
كان يجمع الصعاليك ويكرمهم ويغير بهم
أخبرني الأخفش عن ثعلب عن ابن الأعرابي قال حدثني أبو فقعس قال: كان عروة بن الورد إذا أصابت الناس سني شديدة تركوا في دارهم المريض والكبير والضعيف، وكان عروة بن الورد يجمع أشباه هؤلاء من دون الناس من عشيرته في الشدة ثم يحفر لهم الأسراب ويكنف عليهم الكنف ويكسبهم، ومن قوي منهم-إما مريض يبرأ من مرضه، أو ضعيف تثوب قوته-خرج به معه فأغار، وجعل لأصحابه الباقين في ذلك نصيباً، حتى إذا أخصب الناس وألبنوا وذهبت السنة ألحق كل إنسان بأهله وقسم له نصيبه من غنيمةٍ إن كانوا غنموها، فربما أتى الإنسان منهم أهله وقد استغنى، فلذلك سمي عروة الصعاليك، فقال في ذلك بعض السنين وقد ضاقت حاله:

| لعل ارتيادي في البلاد وبغيتي |  | وشدي حيازيم المطية بالرحل  |
| سيدفعني يوماً إلى رب هجمةٍ     |  | يدافع عنها بالعقوق وبالبخل |

أغار مع جماعة من قومه على رجل فأخذ إبله وامرأته ثم اختلف معهم فهجاهم:
فزعموا أن الله عز وجل قيض له وهو مع قوم من هلاك عشيرته في شتاءٍ شديد ناقتين دهماوين، فنحر لهم إحداهما وحمل متاعهم وضعفاءهم على الأخرى، وجعل ينتقل بهم من مكان إلى مكان، وكان بين النقرة والربذة فنزل بهم مابينهما بموضع يقال له: ماوان. ثم إن الله عز وج قيض له رجلاً صاحب مائةٍ من الإبل قد فر بها من حقوق قومه- وذلك أول ما ألبن الناس-فقتله وأخذ إبله وامرأته، وكانت من أحسن النساء، فأتى بالإبل أصحاب الكنيف فحلبها لهم وحملهم عليها، حتى إذا دنوا من عشيرتهم أقبل يقسمها بينهم وأخذ مثل نصيب أحدهم، فقالوا: لا واللات والعزى لا نرضى حتى نجعل المرأة نصيباً فمن شاء أخذها، فجعل يهم بأن يحمل عليهم فيقتلهم وينتزع الإبل منهم، ثم يذكر أنهم صنيعته وأنه إن فعل ذلك أفسد ما كان يصنع، فأفكر طويلاً ثم أجابهم إلى أن يرد عليهم الإبل إلا راحلة يحمل عليها المرأة حتى يلحق بأهله، فأبوا ذلك عليه، حتى انتدب رجل منهم فجعل له راحلة من نصيبه؛ فقال عروة في ذلك قصيدته التي أولها:

| ألا إن أصحاب الكنيف وجدتهم  |  | كما الناس لما أمرعوا وتمولوا |
| وإني لمدفـوع إلـي ولاؤهـم   |  | بماوان إذ نمشي وإذ نتملمـل   |
| وإني وإياهم كذي الأم أرهنت  |  | له ماء عينيها تفدي وتحمـل    |
| فباتت بحد المرفقين كليهـمـا |  | توحوح مما نالها وتـولـول     |
| تخير من أمرين ليسا بغبـطة   |  | هو الثكل إلا أنها قد تجـمـل  |

سبي ليلى بنت شعواء ثم اختارت أهلها فقال شعراً: وقال ابن الأعرابي في هذه الرواية أيضاً: كان عروة قد سبى امرأة من بني هلال بن عامر بن صعصعة يقال لها: ليلى بنت شعواء، فمكثت عنده زماناً وهي معجبة له تريه أنها تحبه، ثم استزارته أهلها فحملها حتى أتاهم بها، فلما أراد الرجوع أبت أن ترجع معه، وتوعده قومها بالقتل فانصرف عنهم، وأقبل عليها فقال لها: يا ليلى، خبري صواحبك عني كيف أنا؛ فقالت: ما أرى لك عقلاً! أتراني قد اخترت عليك وتقول: خبري عني! فقال في ذلك:

| تحن إلى ليلى بجـو بـلادهـا |  | وأنت عليها بالملا كنت أقـدر |
| وكيف ترجيها وقد حيل دونهـا |  | وقد جاوزت حياً بتيماء منكرا  |
| لعلك يوماً أن تسـري نـدامة  |  | علي بما جشمتني يوم غضورا    |

قال: ثم إن بني عامر أخذوا امرأة من بني عبس ثم من بني سكين يقال لها أسماء، فما لبثت عندهم إلا يوماً حتى استنقذها قومها؛ فبلغ عروة أن عامر بن الطفيل فخر بذلك وذكر أخذه إياها، فقال عروة يعيرهم بأخذه ليلى بنت شعواء الهلالية:

| إن تأخذوا أسماء موقـف سـاعةٍ   |  | فمأخذ ليلى وهي عذراء أعجب  |
| لبسنا زماناً حسنها وشـبـابـهـا |  | وردت إلى شعواء والرأس أشيب |
| كمأخذنا حسناء كرهاً ودمعـهـا   |  | غداة اللوي معصوية يتصـبـب  |

## شخصيته في الأدب والإعلام

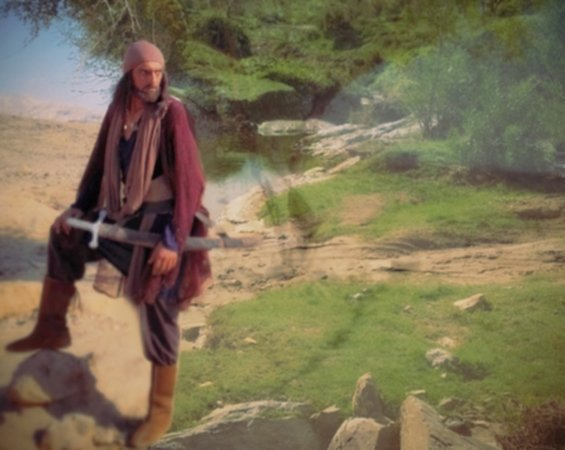
صورة من مسلسل عنترة

ترك عروة اسمه خالدا في سجل الشعر العربي القديم، وفي سجل التاريخ العربي بشكل عام؛ ذلك أن رؤيته لمجتمعه، وفلسفته العميقة في حل مشاكل الحياة كانت جديرتان بالدراسة والبحث وإعادة القراءة، ليس فقط من قبل الأدباء والنقاد واللغويين، ولكن أيضا من طرف المنظرين للعلوم السياسية والاجتماعية والقانونية.
أدبيًا، تناولت العديد من الأعمال الأدبية والتاريخية شخصية عروة بن الورد العبسي سواء بالعرض أو النقد أو التحليل، بدءاً من سوق عكاظ حيث كان العرب يتناولون سيرته وقصائده، مروراً بمؤرخي القرن الإسلامي الأول كابن شهاب الزهري الذي تناول شخصية عروة بالسرد التاريخي، وصولاً إلى العصر الحديث، منها كتاب «عروة بن الورد-الصعلوك النبيل» لرئيف خوري الذي تناول فيه حياته وأدبه وصعلكته، وغيره عديد من الكتب التي تناولت الشعراء والفرسان والصعاليك.
إعلاميًا، جُسدت شخصية عروة بن الورد في السينما والمسرح والتلفاز، من أشهرها مسلسل عروة بن الورد الذي جسد فيه اسامه المشيني شخصية عروة عام 1978، ومسلسل عنترة الذي جسد فيه مهيار خضور دور عروة، كما جسدت شخصيته كأحد شخصيات فيلم عنترة عام 1961 .

### في السينما والتلفاز
- 1961 : فيلم عنتر بن شداد من إخراج نيازي مصطفى قام بدور عروة محمد الحلو [6]
- 1978 : مسلسل عروة بن الورد من إخراج صلاح أبو هنود ومن تمثيل أسامة المشيني[7]
- 1996 : مسلسل صانعوا التاريخ من إخراج محمد سلمان ، قام بدور عروة بن الورد عبدالله ملك.[8]
- 2007 : مسلسل عنترة بن شداد من إخراج رامي حنا قام بدور عروة بن الورد مهيار خضور[9]
- 2012 : مسرحية عنترة بن شداد عرضت على مسرح عكاظ في الطائف، تناولت شخصية عروة بن الورد [10]

## هوامش
- روبن هود رواية إنجليزية مقتبسة من سيرة عروة بن الورد، و«روبن هود» شخصية إنجليزية برزت في الفلكلور الإنجليزي تمثل فارسا شجاعا مهذبا طائشا، وخارجا عن القانون.